# Панафрикански цветове
Панафриканските цветове включват зелено, златно и червено. Тези цветове се намират на знамената на повечето африкански държави, а в точна подредба са на знамето на Етиопия, откъдето придобиват популярност чрез учението растафари.

## Знамена, включващи цветовете
- Ангола
- Бенин
- Буркина Фасо
- Камерун
- Централноафриканска република
- Република Конго
- Доминика
- Етиопия
- Гана
- Гренада
- Гвинея
- Гвинея-Бисау
- Ямайка
- Мали
- Мозамбик
- Сент Китс и Невис
- Сенегал
- ЮАР
- Того
- Замбия
- Зимбабве

## Знамена, използвали цветовете преди
Тук са включени само страни, които не използват панафрикански цветове.
- Руанда (1961 – 2001)
- Заир (1971 – 1997)
- Кабо Верде (1975 – 1992)

## Бивши нации
- Биафра (1967 – 1970)
- Южен Касай (1960 – 1962)